# ديفيد كالاهان
ديفيد كالاهان (بالإنجليزية: David Callahan)‏ هو صحفي أمريكي، ولد في 14 يونيو 1965.